# Závist (Předklášteří)
Závist je osada, část obce Předklášteří v okrese Brno-venkov v Jihomoravském kraji. Nachází se v Křižanovské vrchovině, asi 2 km na jih od Předklášteří. Osadou prochází silnice II/379. Žije zde 6 obyvatel.
Závist leží v katastrálním území Předklášteří o výměře 7,26 km².

## Historie
První písemná zmínka o osadě je z roku 1636. Od roku 1850 byla Závist součástí Vohančic, od roku 1986 patřila k Tišnovu. Součástí Předklášteří je od roku 2002.

## Obyvatelstvo
| Rok            | 1869 | 1880 | 1890 | 1900 | 1910 | 1921 | 1930 | 1950 | 1961 | 1970 | 1980 | 1991 | 2001 | 2011 | 2021 |
| -------------- | ---- | ---- | ---- | ---- | ---- | ---- | ---- | ---- | ---- | ---- | ---- | ---- | ---- | ---- | ---- |
| Počet obyvatel | 19   | 21   | 18   | 10   | 7    | 23   | 13   | 30   | 12   | 8    | 7    | 3    | 7    | 7    | 6    |
| Počet domů     | 2    | 2    | 2    | 2    | 3    | 3    | 3    | 4    | 4    | 4    | 4    | 4    | 3    | 3    | 3    |

Vývoj počtu obyvatel

## Galerie

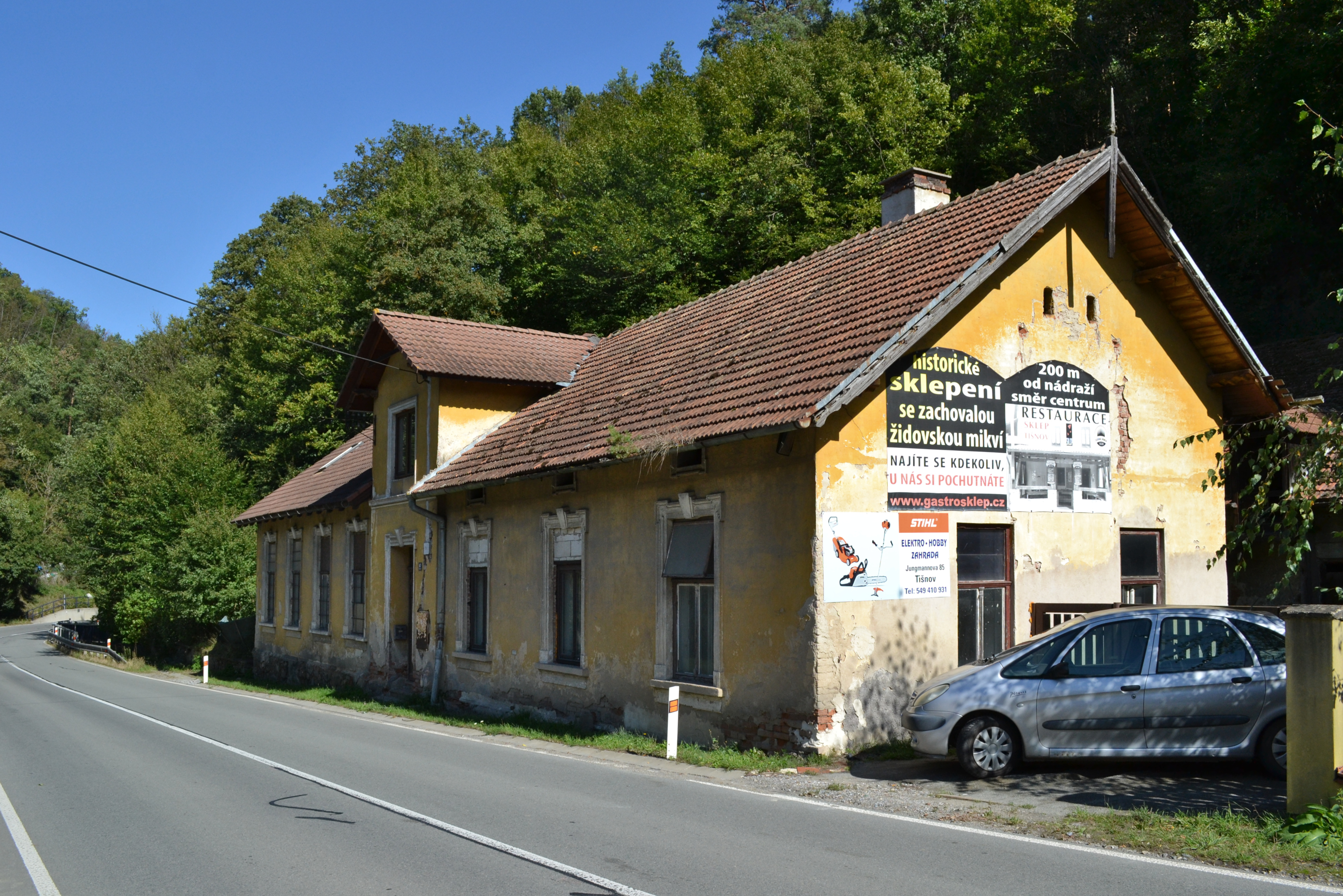
bývalý hostinec
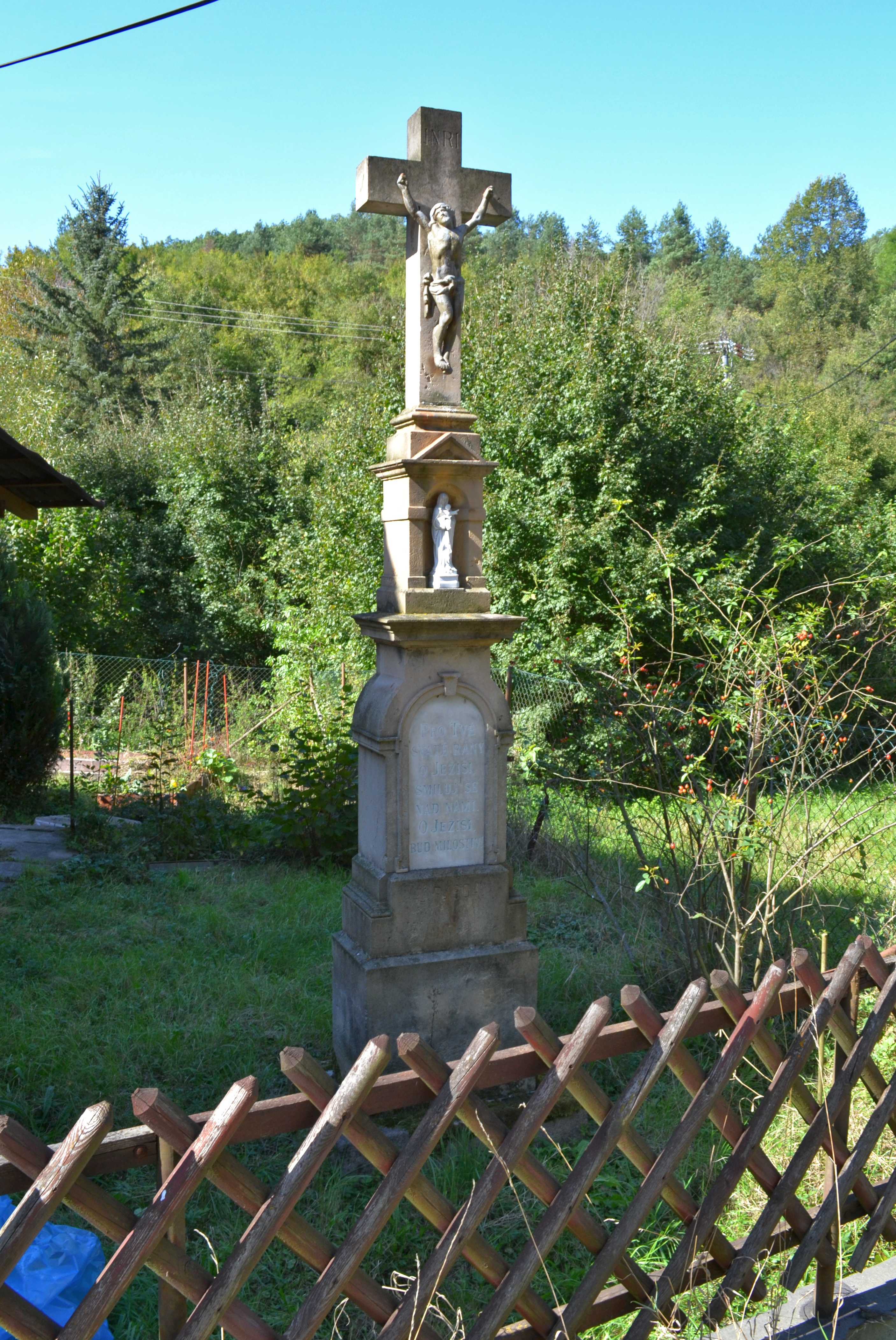
kříž u čp. 44
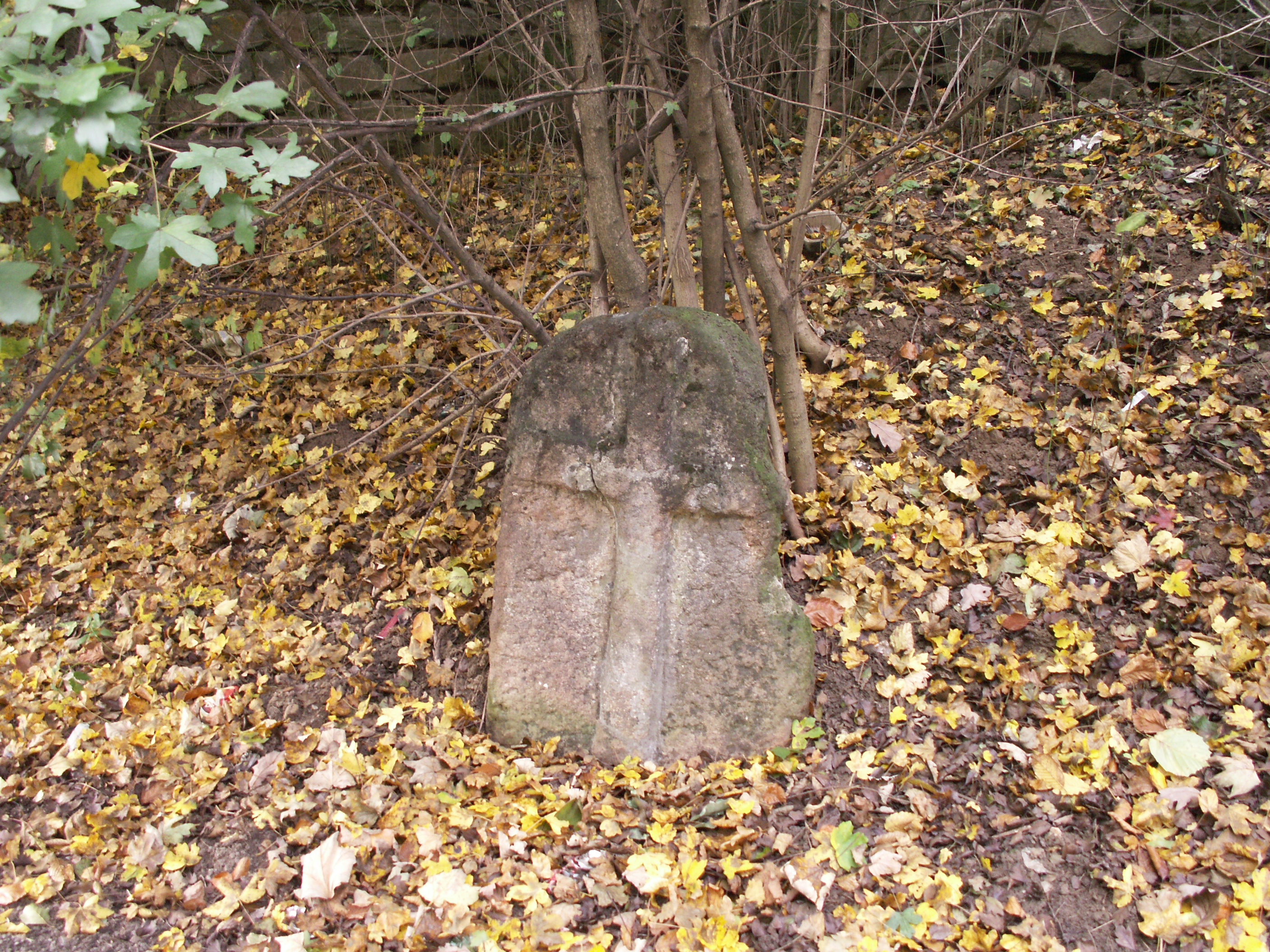
smírčí kříž